# 藏龙蒿
藏龙蒿（学名：Artemisia waltonii）是菊科蒿属的植物，为中国的特有植物。分布于中国大陆的云南、四川、西藏、青海等地，生长于海拔3,000米至4,300米的地区，多生于草原、山坡、灌丛、河滩、路边或干河谷等地区，目前尚未由人工引种栽培。

## 异名
- Artemisia waltonii J. R. Drumm. ex Pamp. var. yushuensis Ling et Y. R. Ling